# 宝冢艏厅

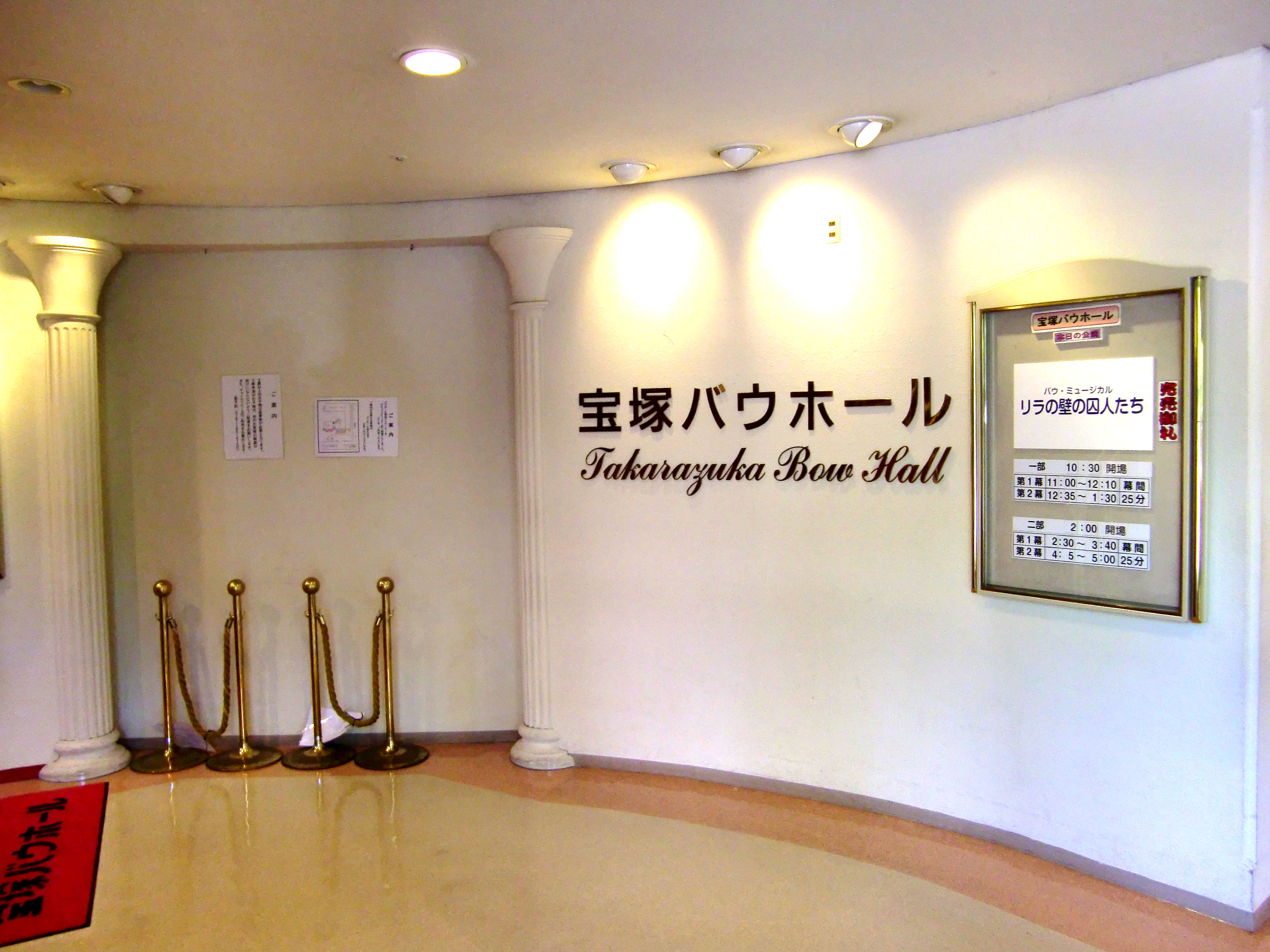
宝冢艏厅入口处。

宝冢艏厅（日语：／ Takaradzuka Bauhōru）是一家位于日本兵库县宝冢市的剧院。宝冢艏厅归阪急电铁股份有限公司所有，由宝冢舞台股份有限公司运营，是宝冢歌舞剧团进行小规模公演的场所。宝冢艏厅共有坐席526位。

## 概述
宝冢艏厅于1978年3月18日完工，同年4月1日开放。在这里举办的首场公演是来自花组的《霍夫曼的故事》。“艏”的含义是“船首”（英語：bow），意指“创作位于时代前端的作品”。
由于宝冢艏厅的规模小于宝冢大剧场，因此这里所公演作品之演员多为各组选拔出来的组员。宝冢艏厅所公演的剧目常常会安排年轻团员担当主演，因此也被视为年轻演员“跳龙门”的门径。同时，如果舞台导演的作品没有在这里上演过，那么也不会在其他剧场上演，故这里也被视为舞台导演的出道舞台。
宝冢艏厅也会用来表演实验性质的作品，例如：多主演戏剧、独角舞台剧、互动式戏剧、安可音乐会、独奏会等。在某些情况，也会演出一些以娘役为中心的戏剧。而在过去，一些新人演员的表演也会安排在这里演出。